# Alessandro Melani
Alessandro Melani, född 4 februari 1639, död 3 oktober 1703, var en italiensk kompositör och bror till kompositören Jacopo Melani och castratsångaren Atto Melani . Tillsammans med Bernardo Pasquini och Alessandro Scarlatti var han en av de ledande kompositörerna som var aktiva i Rom under 1600-talet. Han räknas också till den andra skolan av romerska operakompositörer som började med hans brors opera Il Girello från 1668. Han är mest ihågkommen för sin stora produktion av liturgisk musik som han skrev medan han tjänstgjorde på olika musikaliska anställningar i Rom. Av särskilt intresse är det stora antalet polychoral motetter som han producerat och hans åtta tillskrivna oratorier. Tre publicerade samlingar av hans liturgiska musik finns idag bevarade, tillsammans med ett antal enskilda motetter från andra publicerade volymer. Ett antal originalmanuskript har också bevarats.

## Biografi
Melani föddes i Pistoia. Han började bid 11 års ålder sjunga i Pistoia-katedralen  och stannade där i tio år tills han blev maestro di cappella i Orvieto 1663 och Ferrara 1665. Han återvände till Pistoia i december 1666 för att i juni 1667 ersätta sin bror som maestro di cappella i katedralen. I oktober utnämndes han till maestro di cappella vid Basilica di Santa Maria Maggiore i Rom. Han stannade där till juli 1672 då han blev maestro i San Luigi dei Francesi. Han stannade kvar i den rollen fram till sin död 31 år senare.
Melani var kardinal Giulio Rospigliosis (senare påven Clement IX) favoritkompositör. Påvekonklaven 1667 gav honom i uppdrag att skriva en opera (okänd titel) för karnevalen 1668. Hans nästa opera, L'empio punito (beställd av Marie Mancini), hade premiär på Karnevalen ett år senare och var den första operan om Don Juan. År 1686 samarbetade han med Scarlatti och Pasquini på operan Santa Dimna. År 1685 komponerade han ett oratorium, Golia abbattuto till kung Johannes III av Polen. Verket skrevs för att fira heliga ligans seger mot turkarna, han fick uppdraget genom påven Innocentius XI. Detta tillsammans med det faktum att Alessandros brorsöner blev en del av den mindre adeln i Toscana runt denna tid har fått vissa forskare att spekulera i att politiken spelade en roll i händelserna kring 1685 kommission.
Melani skrev ett annat anmärkningsvärt oratorium 1690, Lo scisma nel sacerdozio (förlorat), för Francesco II d'Este. Av alla oratorier som tillskrivits honom var Il fratricidio di Caino den som framfördes mest. Han åtnjöt också beskyddet av Ferdinando II de 'Medici, storhertigen i Toscana och han listades bland de "berömda musikprofessorerna som skyddades av prinsen av Toscana" 1695. Han dog i Rom 64 år gammal.

## Musikverk
Operor
- L'Ergenia (Rom, 1668)
- L'empio punito (Filippo Acciaiuoli och Giovanni Filippo Apolloni, Rom, 1669)
- Le reciproche gelosie (Bartolomeo Nencini, Siena, 1677)
- Il carceriere di sé medesimo (Ludovico Adimari, Florens, 1681)
- Ama chi t'ama (Bartolomeo Nencini, Siena 1682)
- L'Idaspe
- Il conte d'Altamura ovvero Il vecchio geloso
- La santa Dimna figlia del re d'Irlanda (Benedetto Pamphili, Rom, 1686, endast akt 1, akt 2 Bernardo Pasquini, akt 3 Alessandro Scarlatti )
- L'innocenza vendicata overo La santa Eugenia (Giulio Bussi, Viterbo, 1686)

Oratorier
- La destruttione di Jerico (Rom, 1675)
- La morte di Oloferne (libretto Bartolomeo Nencini, Rom, 1675)
- Il giudizio di Salomone (Ferrara, 1676)
- Il victimicio d'Abel (Benedetto Pamphili, Rom, 1678)
- Santa Francesca Romana (libretto Giulio Bussi, Rom, 1679)
- Santa Rosa (libretto Giulio Bussi, Viterbo, 1686)
- Lo scisma del sacerdozio (libretto Giovan Battista Giardini, Modena, 1691)